# Longidorus elongatus
Longidorus elongatus är en rundmaskart. Longidorus elongatus ingår i släktet Longidorus, och familjen Longidoridae. Arten är reproducerande i Sverige.